# Natta
Natta is een geslacht van spinnen uit de familie springspinnen (Salticidae).

## Soorten
De volgende soorten zijn bij het geslacht ingedeeld:
- Natta chionogaster (Simon, 1901)
- Natta horizontalis Karsch, 1879